# 1-苄基哌嗪
1-苄基哌嗪是一种有机化合物，化学式为C11H16N2。它可由哌嗪和氯化苄或溴化苄反应得到，反应中生成的二苄基哌嗪副产物可以通过结晶除去。